# Cocotá
Cocotá é um bairro da zona Norte do município do Rio de Janeiro, no Brasil. Localiza-se na ilha do Governador.
Faz limite com os seguintes bairros: Cacuia, Bancários, Tauá, Jardim Carioca e Praia da Bandeira.
Seu IDH, no ano 2000, era de 0,861, o 41º melhor do município do Rio de Janeiro.

## História
O bairro recebeu este nome por abrigar a praia de Cocotá. Floresceu pela proximidade com o bairro Cacuia. Possui um comércio bem diversificado e alguns referenciais históricos, como a Biblioteca Regional, o parque Poeta Manuel Bandeira e a paróquia de São Sebastião.
O nome indígena, "Cog-etá" ou "Cog-atá", ou seja, “roças”, refere-se aos cultivos feitos pelos primeiros habitantes da Ilha do Governador. A região era conhecida como praia da Olaria, devido ao fato de, na segunda metade do século XIX, ter havido na região a produção de artefatos de cerâmica para a construção civil. No final do século XIX, o espanhol Ramón Rodríguez y Rodríguez construiu em Cocotá uma fábrica de cal (caieira), no local onde hoje está o edifício Sobre as Ondas. O bonde começou a circular em 1922, partindo da Ribeira até Cocotá e, como lembrança dessa época, existe ainda a estação de bondes Santa Cruz, na esquina da estrada da Cacuia com a rua Capitão Barbosa, hoje com outro uso.
Em 1938, houve registro de um loteamento na praia da Olaria, dando origem a diversas ruas. Vias importantes do bairro são a estrada da Cacuia, a rua Tenente Cleto Campelo e a avenida Paranapuã. O comércio é expressivo e no bairro ficam o Centro Cultural Euclides da Cunha, o Fórum da Ilha do Governador e a igreja de São Sebastião, além de um posto de vistoria do Detran, uma UPA (Unidade de Pronto Atendimento) nas proximidades da Praia da Olaria, uma concessionária FIAT e uma unidade da rede de supermercados Supermarket, localizada na rua Tenente Cleto Campelo. Nessa mesma rua, ficam agências dos bancos Itaú, Bradesco e Caixa Econômica Federal.
O antigo saco e praia da Olaria receberam aterros para a implantação do Parque Poeta Manuel Bandeira, também conhecido como Aterro do Cocotá, inaugurado em 19 de abril de 1978, tornando-se então uma das maiores áreas de lazer da ilha do Governador. Em 2004, beneficiado pelo Projeto Rio Cidade da Prefeitura, no mandato do prefeito César Maia, foi concluída uma ampla reforma no Aterro do Cocotá,  ganhando uma  ciclovia,  um campo de futebol com grama sintética e quadras de futebol de golzinho, reforma das duas quadras de tênis e da quadra de futsal, construção de uma grande pista de skate (skate park) da modalidade street, onde também se realizam festivais de hip hop, além da reforma da Lona Cultural que passou a se chamar Renato Russo.
Luís Gonzaga, compositor pernambucano fez uma canção em homenagem à praia de Cocotá.
Destaca-se também o Esporte Clube Cocotá, dos mais tradicionais da Ilha do Governador, inaugurado em 3 de dezembro de 1922, em um terreno de 11.500 m2, entre as ruas Graná e Morávia. No limite entre os bairros do Cocotá e da Cacuia, fica o Hospital Municipal Paulino Werneck, inaugurado em 6 de agosto de 1935, como um dispensário, hospital especializado no tratamento de tuberculosos. Atualmente funciona como hospital geral, atendendo emergências em regime de 24 horas, absorvendo urgências clínicas e cirúrgicas de médio porte e contando com uma tradicional maternidade (única em toda a ilha), enfermarias, ambulatórios e clínica da família.
A mais recente grande obra beneficiando o Cocotá e a ilha do Governador foi a construção do novo Terminal Hidroviário do Cocotá, inaugurado no dia 16 de novembro de 2006. As obras duraram um ano e meio e o trajeto das barcas e catamarãs é único: praça XV-Cocotá-praça XV. O terminal hidroviário possui integração com linhas de ônibus da região e dois estacionamentos. Substituiu o da Ribeira, que foi desativado. Porém, o serviço opera somente de segunda a sexta-feira.
Cocotá possui, como característica marcante, festas comemorativas realizadas no entorno do parque Poeta Manuel Bandeira.
Na década de 1970, o Esporte Clube Cocotá funcionava como palco dos ensaios semanais da famosa escola de samba do bairro, a União da Ilha.